# Justus Erich Walbaum
Pour les articles homonymes, voir Walbaum.

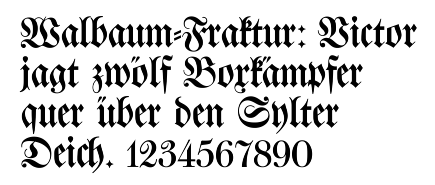
Une Fraktur par Walbaum

Justus Erich Walbaum, né le 25 janvier 1768 à Steinlah, près de Haverlah (principauté épiscopale de Hildesheim), mort le 21 juin 1837 à Weimar, est un fondeur et un créateur de caractères typographiques.
D’abord marchand d’épices et pâtissier à Brunswick, il apprend la gravure en fabriquant ses propres moules à gâteaux, d’abord en bois, puis en métal. Il se spécialise ensuite dans la découpe et l’estampage : il frappe des médailles commémoratives, grave de la musique et fabrique des poinçons.
En 1796, il rachète la fonderie de caractères de Ernst Wilhelm Kirchner à Goslar. En 1803, avant que Goslar ne soit annexée par la Prusse, l’entreprise est transférée à Weimar. En 1828, Walbaum passe la direction de la fonderie à son fils Théodor, qui meurt accidentellement deux ans plus tard. Walbaum reprend alors le travail jusqu’en 1836, où il vend la fonderie à F. A. Brockhaus de Leipzig. Il meurt en 1839.
La fonderie est vendue avec une bonne partie des matrices de Walbaum, à H. Berthold de Berlin.
Walbaum est, avec Firmin Didot et Giambattista Bodoni, le troisième grand nom parmi les créateurs de caractères du début du XIXe siècle. Il réalise conjointement des Fraktur typiquement allemandes, mais aussi des polices de caractères Antiqua d’une grande élégance. Il est moins connu que ses confrères car, contrairement à eux, il n’était pas imprimeur et n’a donc rien publié lui-même. Oubliées avec les modes nouvelles du début du XXe siècle, les polices de Walbaum sont redécouvertes par Monotype dans les années 1930.